# Montgat
Montgat (Catalansk udtale: [muŋˈɡat]) er en catalansk by i comarcaet Maresme i provinsen Barcelona i det nordøstlige Spanien. Byen har 12.625(2024) indbyggere og dækker et areal på 2,95 km². Den er beliggende mellem Badalona og Premià de Mar, der også er placeret mellem Mataró, hovedstaden i comarcaet, og Barcelona. Montgat betjenes af Rodalies de Catalunya, der bl.a. opererer mellem Barcelona og Maçanet-Massanes.

## Demografi
| 1950  | 1970  | 1986  | 2007  | 2011   |
| ----- | ----- | ----- | ----- | ------ |
| 2.911 | 5.020 | 7.276 | 9.778 | 10.739 |